# Eckart Cuntz

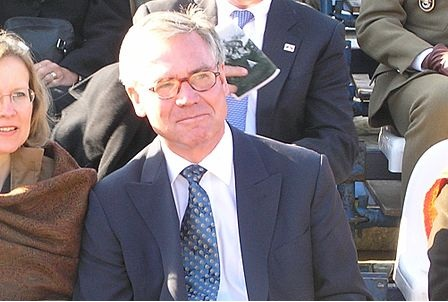
Eckart Cuntz in Çanakkale bei einer Gedenkfeier für die Opfer des Ersten Weltkrieges (2010)

Eckart Cuntz (* 3. April 1950 in Mannheim) ist deutscher Diplomat und war von August 2011 bis Juni 2015 Botschafter der Bundesrepublik Deutschland in Belgien.

## Leben
Eckart Cuntz absolvierte nach dem Abitur 1968 am Matthias-Grünewald-Gymnasium in Tauberbischofsheim zwischen 1969 und 1973 ein Studium der Rechtswissenschaften an der Ruprecht-Karls-Universität Heidelberg sowie später an der Albert-Ludwigs-Universität Freiburg.
Seit 1975 gehört er zum Auswärtigen Dienst der Bundesrepublik Deutschland. Nach einer Ausbildung zum Attaché war er von 1977 bis 1982 unter anderem in den Botschaften in Kabul 1977, Kuala Lumpur von 1977 bis 1980 und Luanda zwischen 1980 und 1983 tätig. Von 1983 bis 1985 verrichtete er im Auswärtigen Amt in Bonn im Referat Atlantisches Bündnis und Verteidigung seinen Dienst. Während dieser Zeit legte er 1985 seine Promotion zum Dr. jur. an der Gottfried Wilhelm Leibniz Universität Hannover mit einer Dissertation zum Thema Die Verfassungstreue der Soldaten ab.
1985 trat er im Alter von 34 Jahren seinen ersten Posten als Botschafter in Brunei an und wurde damit der jüngste Botschafter aller Zeiten der Bundesrepublik Deutschland. 1988 bis 1990 war er bei der Ständigen Vertretung bei den Europäischen Gemeinschaften in Brüssel tätig. 1991 kam er ins Auswärtige Amt zurück und wurde mit der Leitung der Arbeitseinheit Politische Union / Vertragsverhandlungen und Ratifikation Maastricht betraut. Von 1993 bis 1994 war er in der deutschen Botschaft in Teheran tätig. Als Kabinettschef des Generalsekretärs des Rates der Europäischen Union kehrte er bis 1999 nach Brüssel zurück, bevor er als Ministerialdirigent nach Berlin beordert wurde. Von 2001 bis 2003 war er stellvertretender Leiter der Europaabteilung des Auswärtigen Amtes, bevor er 2003 zum Ministerialdirektor befördert wurde und deren Leitung übernahm. 2006 bis 2011 war er Botschafter in der Türkei.
Seit August 2011 ist Cuntz als Nachfolger des in den Ruhestand versetzten Reinhard Bettzuege Botschafter in Belgien, während Eberhard Pohl neuer Botschafter in der Türkei wurde.
Der mit dem Gottfried-Wilhelm-Leibniz-Preis ausgezeichnete Mathematiker Joachim Cuntz ist sein Bruder.

## Veröffentlichungen
- Verfassungstreue der Soldaten: Zur politischen Treuepflicht im Soldatenverhältnis aus historischer, dogmatischer und rechtsvergleichender Sicht, Duncker & Humblot, 1985, ISBN 3-428-05830-5